# Oloph Granath
Oloph Granath (* 17. Oktober 1951 in Kolsva) ist ein ehemaliger schwedischer Eisschnellläufer.

## Werdegang
Granath wurde dreimal schwedischer Meister im Sprint-Mehrkampf (1974, 1975, 1977) und nahm von 1969 bis 1982 an internationalen Wettbewerben teil. Dabei kam er bei den Juniorenweltmeisterschaften 1972 in Lisleby auf den sechsten Platz im Kleinen Vierkampf. Bei der Sprintweltmeisterschaft 1973 in Oslo lief er auf den 18. Platz, bei der Sprintweltmeisterschaft 1974 in Innsbruck auf den fünften Rang und bei der Sprintweltmeisterschaft 1975 in Göteborg auf den achten Platz im Sprint-Mehrkampf. Bei seiner ersten Teilnahme an Olympischen Winterspielen im Februar 1976 in Innsbruck belegte er den neunten Platz über 500 m. In den folgenden Jahren erreichte er bei der Sprintweltmeisterschaft 1977 in Alkmaar den sechsten Platz, bei der Sprintweltmeisterschaft 1978 in Lake Placid den siebten Rang  und bei der Sprintweltmeisterschaft 1979 in Inzell den 12. Platz im Sprint-Mehrkampf. In der Saison 1979/80 wurde er bei den Olympischen Winterspielen 1980 in Lake Placid Zwölfter über 500 m sowie Achter über 1000 m und kam bei der Sprintweltmeisterschaft 1980 in West Allis auf den 15. Platz im Sprint-Mehrkampf. Sein Bruder Johan Granath war ebenfalls im Eisschnelllauf aktiv.

## Erfolge

### Olympische Spiele
- 1976 Innsbruck: 9. Platz 500 m
- 1980 Lake Placid: 8. Platz 1000 m, 12. Platz 500 m

### Sprint-Weltmeisterschaften
- 1973 Oslo: 18. Platz Sprint-Mehrkampf
- 1974 Innsbruck: 5. Platz Sprint-Mehrkampf
- 1975 Göteborg: 8. Platz Sprint-Mehrkampf
- 1977 Alkmaar: 6. Platz Sprint-Mehrkampf
- 1978 Lake Placid: 7. Platz Sprint-Mehrkampf
- 1979 Inzell: 12. Platz Sprint-Mehrkampf
- 1980 West Allis: 15. Platz Sprint-Mehrkampf

## Persönliche Bestzeiten
| Disziplin | Zeit         | Datum           | Ort               |
| --------- | ------------ | --------------- | ----------------- |
| 500 m     | 37,58 s      | 3. April 1978   | Almaty            |
| 1000 m    | 1:16,34 min  | 3. April 1978   | Almaty            |
| 1500 m    | 2:04,55 min  | 31. Januar 1976 | Davos             |
| 3000 m    | 4:33,16 min  | 10. Januar 1973 | Cortina d’Ampezzo |
| 5000 m    | 7:52,00 min  | 16. Januar 1972 | Davos             |
| 10.000 m  | 16:42,10 min | 5. Januar 1971  | Oslo              |